# Éider Arévalo
Éider Orlando Arévalo Truque (Pitalito, 3 de junho de 1979) é um atleta da marcha atlética. Conquistou a medalha de ouro da marcha de 20 km no Campeonato Mundial de Atletismo de 2017 em Londres. Sua vitória foi a segunda de um colombiano na competição, seis anos após a vitória de Luis Fernando López.